# Hybolasius femoralis
Hybolasius femoralis es una especie de escarabajo longicornio del género Hybolasius, tribu Acanthocinini, subfamilia Lamiinae. Fue descrita científicamente por Broun en 1893.

## Descripción
Mide 2,5-2,8 milímetros de longitud.

## Distribución
Se distribuye por Nueva Zelanda.